# Шехурдин, Алексей Павлович
Алексе́й Па́влович Шехурди́н (10 [22] марта 1886, Быково, Вятская губерния — 1 марта 1951, Саратов) — руcский и советский учёный-селекционер.

## Биография

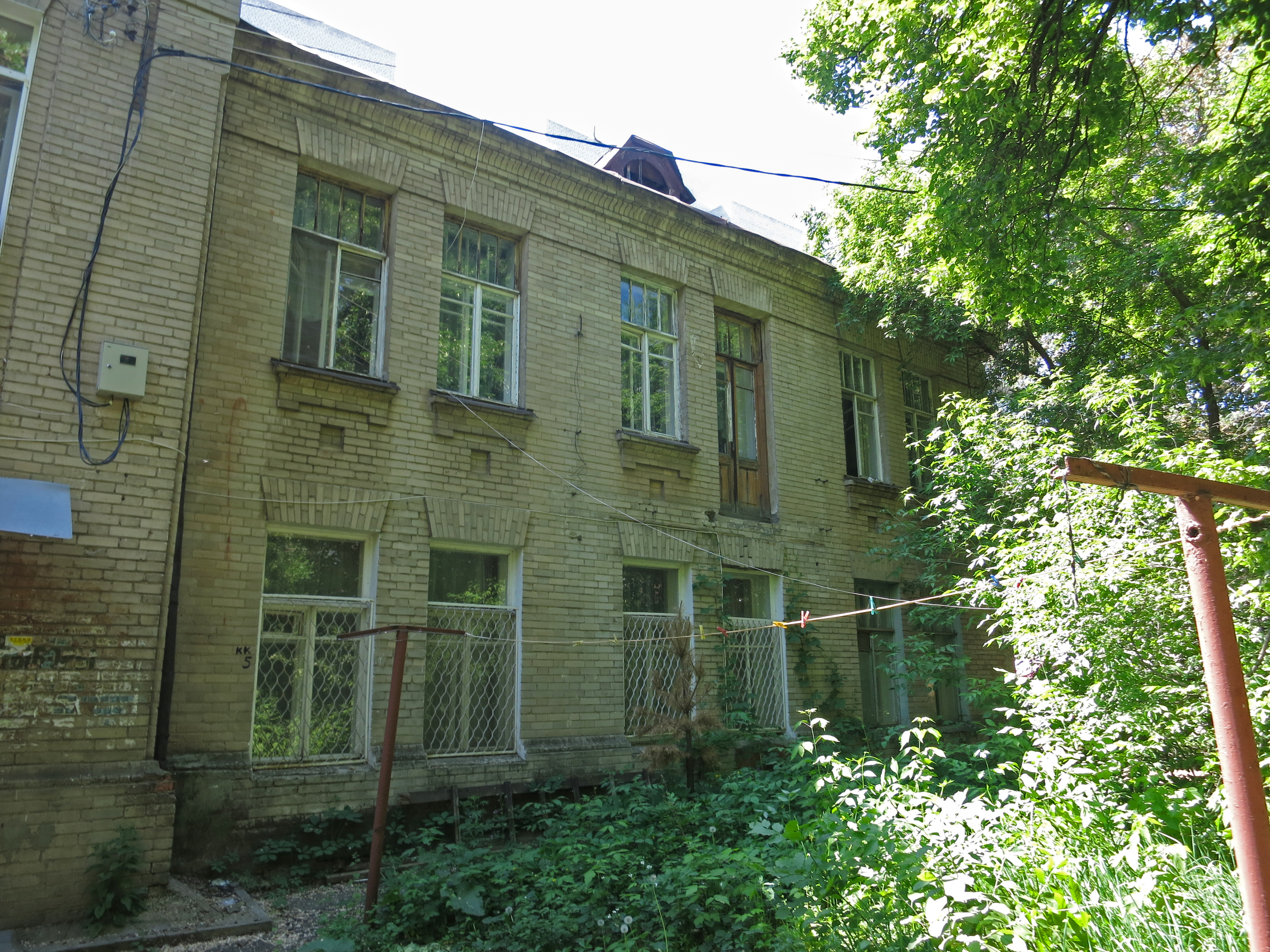
Дом, в котором жил Шехурдин

Родился 10 (22) марта 1886 года в деревне Быково (ныне в Советском районе Кировской области).
Окончил сельскую школу и двухклассное училище. В 1901—1904 годах учился в Александровско-Нартасской сельскохозяйственной школе Вятской губернии. На работу был направлен в село Кроткое (Тульская губерния), несколько лет заведовал хозяйством в имении профессора И. А. Стебута.
В 1911 году переехал в Саратов, работал лаборантом на сельскохозяйственной опытной станции. Первым в России применил методы межвидовой, межродовой и сложной ступенчатой гибридизации в селекции зерновых культур. В 1920—1924 годах вывел несколько перспективных сортов яровой пшеницы.
В 1928 году экстерном окончил Саратовский СХИ. Доктор сельскохозяйственных наук (1936). Профессор (1945). В 1946—1948 на научно-преподавательской работе на кафедре селекции и семеноводства Саратовского СХИ.
Умер 2 марта 1951 года в Саратове, похоронен на Воскресенском кладбище Саратова (1й участок).
На основе сортов яровой пшеницы, полученных Шехурдиным, его учениками в 1960 году выведен сорт Саратовская 29, завоевавший мировую известность. В СССР эта пшеница выращивалась на площади более 7 млн га.
На стене здания Научно-исследовательского института сельского хозяйства Юго-Востока РСХА (Саратов, ул. Тулайкова 7), в котором Шехурдин А. П. проработал 40 лет, находится памятная плита.

## Награды и премии
- заслуженный деятель науки РСФСР (1947)
- Сталинская премия II степени (10 апреля 1942) — за создание сортов пшеницы «Лютенсценс С-605» и «Лютенсценс С-758»
- орден Ленина
- два ордена Трудового Красного Знамени (в том числе 19 сентября 1946)
- медали

## Память
- Именем Шехурдина названа одна из улиц Саратова.
- Возле здания Научно-исследовательского института сельского хозяйства Юго-Востока РСХА установлен памятник Шехурдину А. П.
- На Воскресенском кладбище Саратова (1й участок) на могиле Шехурдина А. П. установлен памятник.

Памятник Шехурдину А.П.
Памятник Шехурдину на фоне НИИ СХ ЮВ
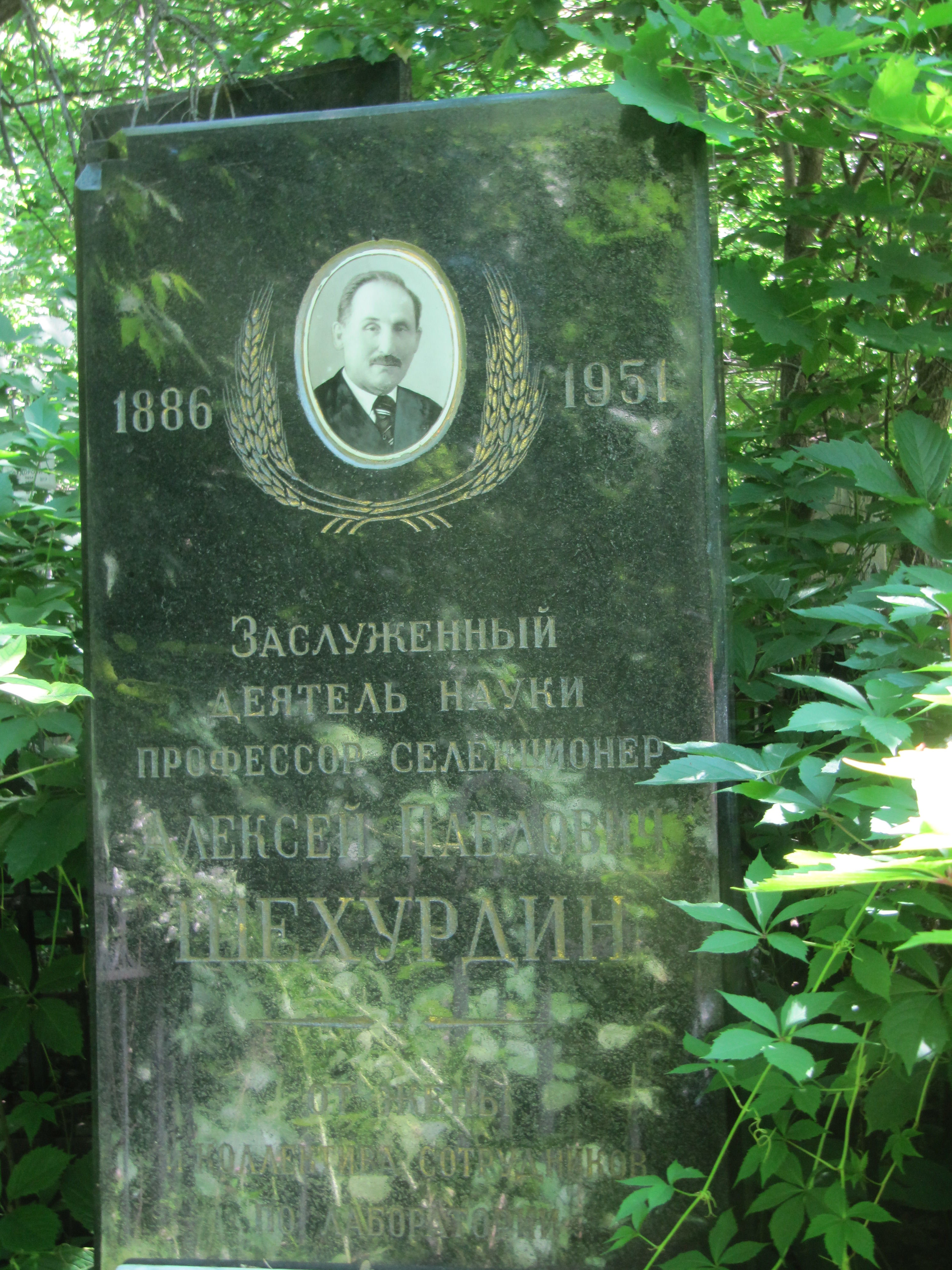
Памятник на Воскресенском кладбище
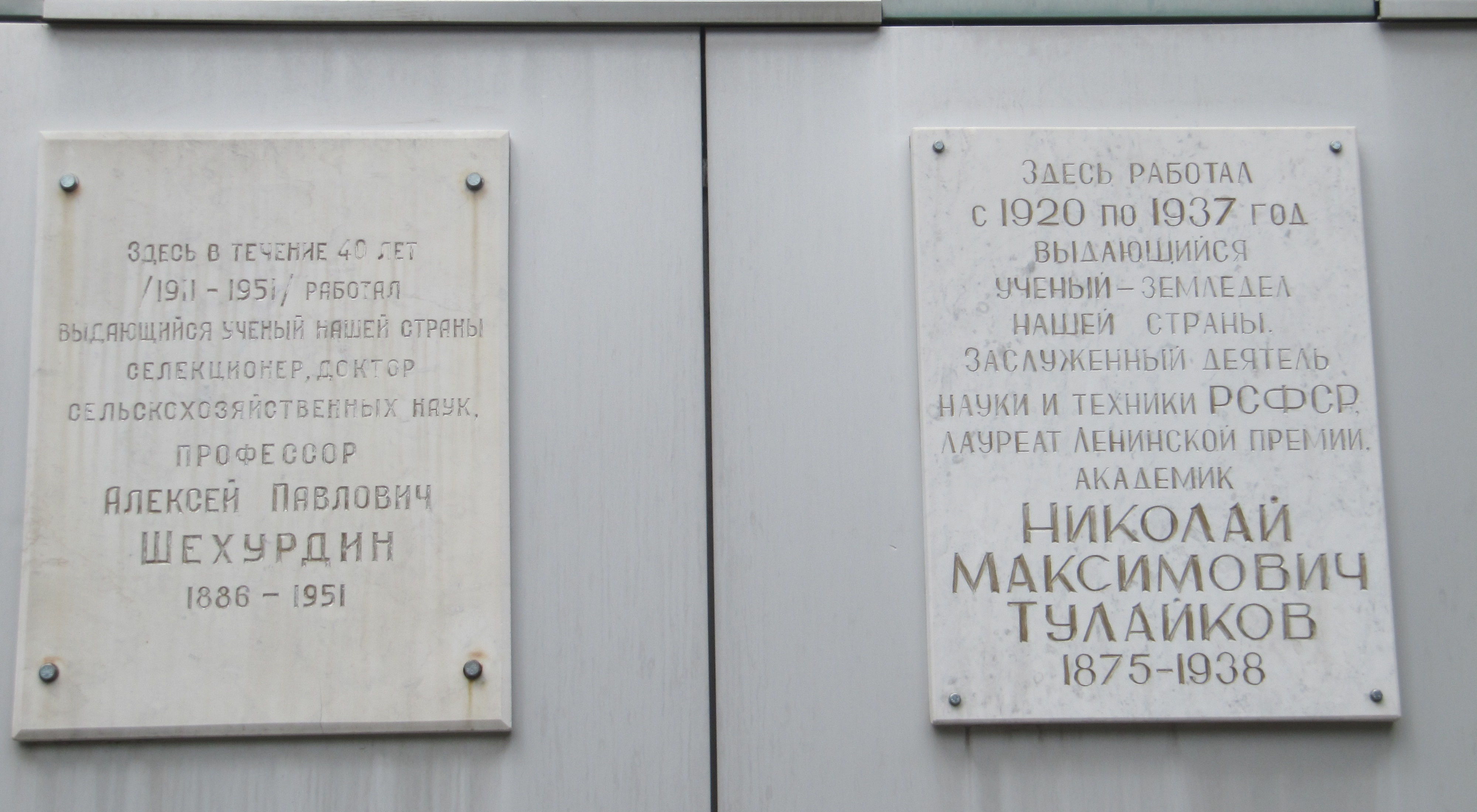
НИИ СХ ЮВ памятные плиты

## Потомки
Шехурдина Нина Александровна (приблизительно 1946 г.р.) — сын: Шехурдин Олег Викторович 1972 г.р. — дочь: Шехурдина Елена Олеговна 1989 г.р., г. Днепр (быв. г. Днепропетровск), Украина.
- Шехурдин Юрий Германович, г. Владивосток.
- Шехурдин Леонид Дмитриевич, г. Киров
- Шехурдин Валерий Леонидович, г. Киров
- Шехурдин Александр Леонидович, г. Киров
- Шехурдин Сергей Александрович, г. Киров